# 达日音淖日
达日音淖日，又名托洛依湖，是位于中国内蒙古自治区呼伦贝尔市新巴尔虎左旗嘎拉布尔苏木西部的一个湖泊，在嵯岗牧场内。其位置约在东经118°08′，北纬49°34′。湖面海拔539米，面积达1平方公里。该湖的沉积物主要为芒硝。达日在蒙古语中的是人名。